# Rostratulidae
Famille
Les Rostratulidae (ou rostratulidés en français) sont une famille d'oiseaux nommés rhynchées ou bécasses peintes. Cette famille est constituée de deux genres et trois espèces

## Description
Ce sont des oiseaux limicoles, de taille moyenne (19 à 28 cm), ressemblant superficiellement à des bécassines. Leurs yeux sont grands, le bec long et les ailes relativement courtes et larges.

## Habitat
Elles fréquentent les zones humides, principalement marais et prairies humides, normalement à basse altitude.

## Liste des genres et espèces
D'après la classification de référence (version 14.1, 2024)de l'Union internationale des ornithologues, il y a 3 espèces de Rostratulidae réparties en 2 genres (ordre philogénique) :
- Rostratula Vieillot, 1816 (2 espèces) ;
  - Rostratula benghalensis (Linnaeus, 1758)– Rhynchée peinte ;
  - Rostratula australis (Gould, 1838) – Rhynchée d'Australie ;
- Nycticryphes Wetmore & J.L. Peters, 1923 (1 espèce) ;
  - Nycticryphes semicollaris (Vieillot, 1816) – Rhynchée de Saint-Hilaire.